# نبيه أبو الحسن
نبيه أبو الحسن (1934 - 2 تشرين الثاني/نوفمبر 1993م) هو ممثل كوميدي لبناني، له أعمال في المسرح والتلفزيون، ويعدّ من الرعيل المؤسس للعمل الدرامي في لبنان، وقد اشتهر بلقب «أخوت شناي» الدور الذي لعبه في أعمال مسرحية عدة بدءا من سبعينيات القرن العشرين، وعرض في مسلسل على تلفزيون لبنان.

## سيرة
ولد نبيه أبو الحسن في بلدة بتخني (أو بتخنيه - من قرى جبل لبنان) ويقال في قرية القلعة بين بتخني وحمّانا في 16 نيسان/ أبريل (أو 20 كانون الأول/ديسمبر؟) 1934. كانت أول إطلالة له في المدرسة في مسرحية «شعلة من الصحراء» لفريد مدوّر، حاز شهادة الدبلوم في التمثيل من مصر.

يقول نبيه عن بداياته:
«نحن تسعة أشخاص في ظلّ أب وأم كنّا قانعين بالحياة الطيّبة التي نعيشها في بلدة (بتخنيه) وكان للأسرة نصيبها في المزارع والحقول وكنت أتحمّل شقاوة أخوتي وأتبنّى أيّ موقف أو حادث ما دامت المسألة لا تجرح كرامتي، كنت في الخامسة من عمري عندما صرت أرافق أمّي إلى الحقول وكنّا نغنّي طوال الطريق وفي ظلّ ذاك المناخ والطبيعة والوديان والجبال كان الجمال يتفاعل بداخلي وحملني لعالم الفنّ، ونزلت إلى بيروت وكنت حينها في السابعة عشرة وكان سلاحي شهادة السرتيفيكا، وواصلت تعليمي ليلاً والعمل نهاراً وتعلّمت الموسيقى في الكونسرفتوار، وكنت توّاقاً للغناء والتلحين، ثم عملت في الصحافة وحزت على شهادة (الهاي سكول) ثم تلقّيت منحة لأكمال علومي في النقطة الرابعة قسم الصحّة، فأخترت تعلم الأنكليزيّة، لكنّ الفن كان يتفاعل بداخلي فقدّمت إسكتشات وعزفت على العود».

### تكريم وتمثال
حاز نبيه عدّة أوسمة وجوائز تقديرية من رؤساء جمهورية ووزراء وهيئات محلية وعربية. كذلك أصدرت الحكومة اللبنانية طابعًا تذكاريًّا باسمه في العام 1911، وكُرّم بوسام الأرز من رتبة فارس من قبل رئيس الجمهورية بعد وفاته.
وهناك نصب تذكاري له في بلدته بتخني.

## نشاطه الفني
بدأ نبيه حياته المهنية أستاذًا للرياضة في إحدى مدارس عاليه ثم في طرابلس، كما عمل في أحد مصارف بيروت. قدم على مسرح الضيعة بعض الاسكتشات بمشاركة فرقة هواة من أبناء القرية، لم يخطط للاحتراف الفني، إلا الصدفة قادته إلى استديوات الإذاعة اللبنانيّة إثر انصرافه إلى الصحافة المكتوبة، فقدم أدوارًا صغيرة، قبل أن يشارك في إحدى مسرحيات فرقة منير أبو دبس، ثم مع شكيب خوري على مسرح الجامعة الأميركية، فمسرحيّة «الفرمان» لناديا تويني، وتقاسم بطولتها مع شوشو. لكن اللقاء الفعلي مع شوشو، لم يبدأ إلا مع مسرحية «اللعب عالحبلين». ثم قدّم مع ريمون جبارة وبيرج فازليان مسرحيّة «لعبة الختيار» قبل أن يؤدي شخصيته الشهيرة في مسرحيّة «جحا في القرى الأماميّة» حيث أدى للمرّة الأولى دور «الأخوت». لهجته الشوفية التي استقاها من مسقط رأسه، أوحت له بتلك الشخصية التي حققت نجاحاً. وإذا به يقدمها في مسرحيات عدة، منها «نابليون وأخوت شناي» و«الشاطر حسن» (إخراج بيرج فازليان) و«أخوت شناي في الجبهة» (إخراج ريمون جبارة). كما جسدها في التلفزيون مع الكاتب أنطوان غندور في مسلسل «أخوت شناي» وفي مسلسل «كانت أيام» للمخرج باسم نصر.

في أحد اللقاءات قال أبو الحسن: 
«أخوت شاناي شخصيّة متصادمة مع العالم. مرّة يكون عصبيّاً ومرّة إنطوائيّاً. أمّا القبضاي فهو دور صعب يحكي عن مفهوم البطولة في هذا العالم المُتخلّف، بينما في جحا فكان يهمّني الإنسان الذي يعرف كيف يتخلّص من مشاكل الحياة بذكاء ودهاء».

## أعماله
قدم نبيه عشرات الأعمال التلفزيونية والمسرحية، منها:

### مسرح
- الفرمان
- اللعب عالحبلين مع الفنان شوشو
- لعبة الختيار
- جحا في القرى الأماميّة
- نابليون وأخوت شناي
- الشاطر حسن
- أخوت شناي في الجبهة
- أخوت شانيه ونابليون (أول أعمال مسرحه الخاص
- أخوت حتى النصر
- أخوت حتى الحرية
- أخوت السلام

### تلفزيون
- أخوت شناي
- كانت أيام

## وفاته
توفي نبيه أبو الحسن في 2 تشرين الثاني/ نوفمبر 1993على طريق أدونيس (شمال بيروت)، في حادث سير قيل إنه كان «مفتعل ومدبر» ثمن مواقفه الجريئة ونظرته السياسيّة المباشرة تجاه لبنان وسيادته، وذلك قبل أسبوع من تقديم مسرحية «أخوت حتى السلام» الّتي قام شقيقه المهندس محمود أبو الحسن بتمثيلها وفاء له.

## روابط خارجية
- عائلة نبيه أبو الحسن تتذكر الأخوت وتكشف تفاصيل كثيرة عن حياته ووفاته
- نبيه أبو الحسن
- ACTOR AND DIRECTOR - NABIH ABOU AL HISSEN
- من زمن الكبار.. نبيه أبو الحسن الأخوت حتى الموت